# Cosimo Fanzago

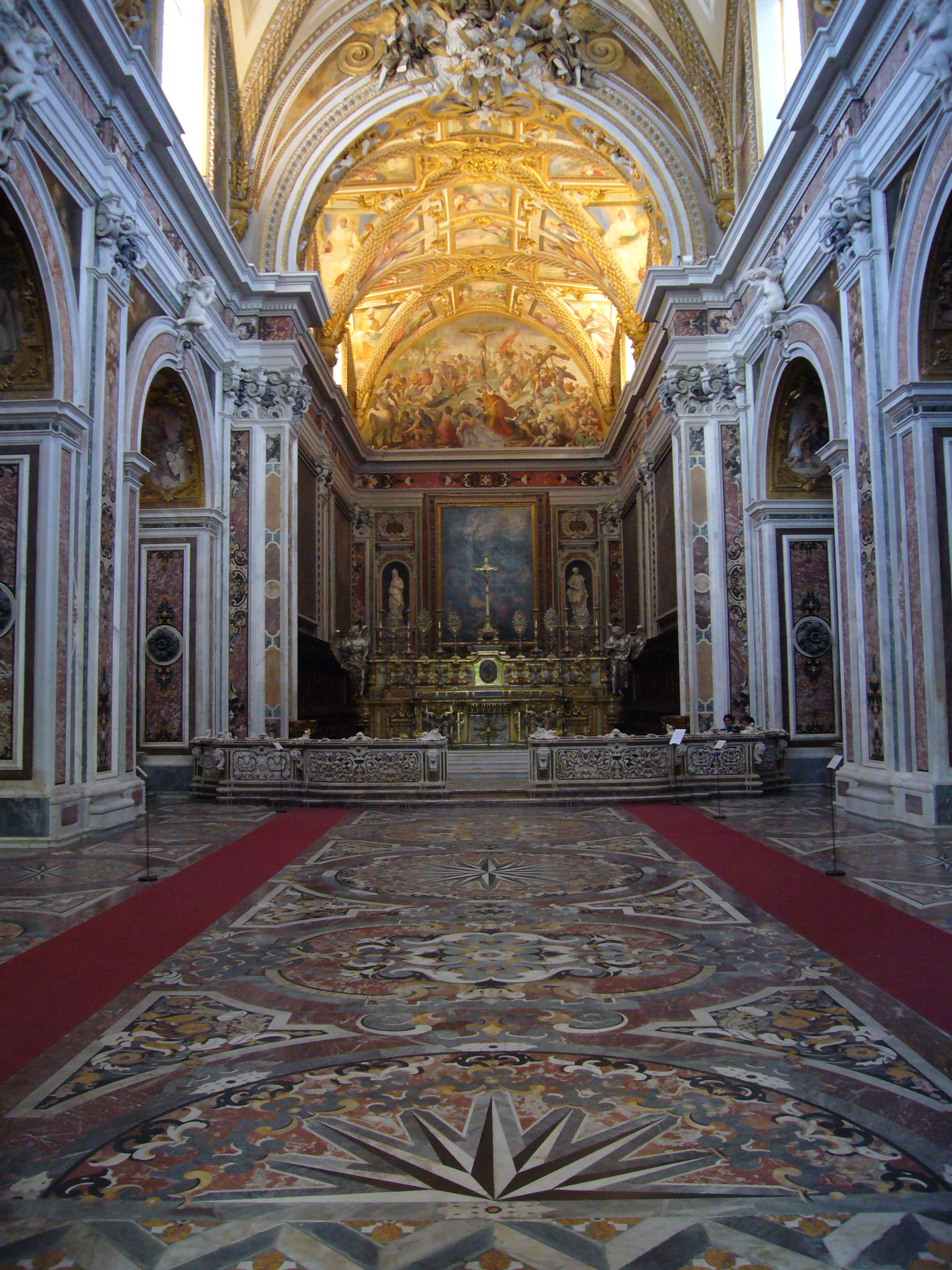
San Martino templom, Nápoly

Cosimo Fanzago (Clusone, 1591. október 12. – Nápoly, 1678. február 13.) olasz építész és szobrászművész, a nápolyi barokk legkiemelkedőbb egyénisége.

## Életrajz
Clusone-ban született, Bergamo mellett 1591-ben bronzműves és építész család sarjaként. 1608-ban költözött Nápolyba, ahol szobrászatot tanult a toszkánai Angelo Landi műhelyében. Első lényeges alkotása Mario Carafa, Carafa kardinális rokonjának síremléke volt. Építészi karrierjét a San Potito tervezésével kezdte (a templomot 1669-re fejezte be). Nápolyban a bencések karolták fel, valamint Caracciolo herceg és a medinai herceg. Hamarosan saját műhelyet nyitott.
Mivel részt vett a Masaniello-felkelésben halálra ítélték és emiatt kénytelen volt több mint egy évtizedig Rómába menekülni. 1651-ben tért vissza Nápolyba, amikor megbízatást kapott a Santa Maria Egiziaca a Pizzofalcone valamint a Santa Teresa a Chiaia megépítésére. Utolsó nagyméretű munkája a Santa Maria Maggiore alla Pietrasanta átalakítása volt.
A Santa Maria Egiziaca a Pizzofalcone görög alaprajzú templom ötvözi a Bernini (Sant' Andrea al Quirinale templom, Róma) illetve Borromini (Sant'Agnese templom, Róma) által bevezetett újításokat.
87 évesen halt meg. Tanítványai között találjuk Lorenzo Vaccaro-t.

## Főbb munkái Nápolyban
- San Gennaro-oszlop, Nápoly védőszentjének Szent Januariusnak a tiszteletére. Két további emlékoszlop építésében is közrejátszott: San Domenico emlékoszlop valamint a San Gaetano-szobor.
- a San Martino kolostor központi udvarának illetve portáljainak kialakítása.
- számos templom homlokzatának felújítása, átalakítása: Santa Maria degli Angeli alle Croci, Ascensione a Chiaia, Santa Maria della Sapienza, San Ferdinando.
- templomok oltárai: Santa Maria La Nova, SS. Severino e Sossio, Santa Maria di Costantinopoli, San Pietro a Majella
- díszkutak: Fontana della Sellaria, Fontana del Sebeto

Nápolyon kívüli híresebb munkáival találkozunk a montecassinói apátságban, illetve a velencei San Nicola-templomban.